# Немецкие Федеральные министры
В этот список входят бывшие и действующие члены Федерального правительства Германии с 1949 года, то есть федеральные канцлеры и федеральные министры.
| А Б В Г Д Е Ё Ж З И К Л М Н О П Р С Т У Ф Х Ц Ч Ш Щ Э Ю Я |

## А
- Конрад Аденауэр, ХДС
  - 1941—1963 Федеральный канцлер
- Ильзе Айгнер, ХСС
  - 2008—2013 продовольствие и сельское хозяйство
- Петер Альтмайер, ХДС
  - 2012—2013 окружающая среда, охрана природы, строительство и безопасность ядерных реакторов
  - 2013—2018 министр по особым поручениям
  - с 2018 экономика и энергетика
- Ханс Апель, СДПГ
  - 1974—1978 финансы
  - 1978—1982 оборона
- Вальтер Арендт, СДПГ
  - 1969—1976 министерство труда и социальных вопросов

## Б
- Зигфрид Бальке, ХСС
  - 1953—1956 почта и телекоммуникации
  - 1956—1962 атомная энергетика
- Мартин Бангеман, СвДП
  - 1984—1988 экономика и энергетика
- Даниэль Бар, СвДП
  - 2011—2013 здравоохранение
- Эгон Бар, СДПГ
  - 1972—1974 министр по особым поручениям
  - 1974—1976 экономическое сотрудничество и развитие
- Райнер Барцель, ХДС
  - 1962—1963 и 1983—1984 внутригерманские отношения
- Герхарт Баум, СвДП
  - (1978—1982 министерство внутренних дел
- Эрнст Бенда, ХДС
  - 1968—1969 министерство внутренних дел
- Сабина Бергман-Поль, ХДС
  - 1990—1991 министр по особым поручениям
- Вольфганг Бёч, ХСС
  - 1993—1997 почта и телекоммуникации
- Теодор Бланк, ХДС
  - 1955—1956 оборона
  - 1957—1965 министерство труда и социальных вопросов
- Норберт Блюм, ХДС
  - 1982—1998 министерство труда и социальных вопросов
- Курт Бодевиг, СДПГ
  - 2000—2002 транспорт и цифровая инфраструктура
- Йохен Борхерт, ХДС
  - 1993—1998 продовольствие и сельское хозяйство
- Вилли Брандт, СДПГ
  - 1966—1969 вице-канцлер
  - 1966—1969 Министр иностранных дел
  - 1969—1974 Федеральный канцлер
- Генрих фон Брентано, ХДС
  - 1955—1961 Министр иностранных дел
- Райнер Брюдерле, СвДП
  - 2009—2011 экономика и энергетика
- Эвальд Бухер, СвДП
  - 1962—1965 юстиция
  - 1965—1966 Жилищное и городское планирование
- Андреас фон Бюлов, СДПГ
  - 1980—1982 образование и научные исследования

## В
- Теодор Вайгель, ХСС
  - 1989—1998 министерство финансов
- Вальтер Вальман, ХДС
  - 1986—1987 окружающая среда, охрана природы, строительство и безопасность ядерных реакторов
- Йоханна Ванка, ХДС
  - 2013—2018 образование и научные исследования
- Юрген Варнке, ХСС
  - 1982—1987 экономическое сотрудничество и развитие
  - 1987—1989 транспорт и цифровая инфраструктура
  - 1989—1991 экономическое сотрудничество и развитие
- Герберт Венер, СДПГ
  - 1966—1969 внутригерманские отношения
- Гидо Вестервелле, СвДП
  - 2009—2013 Министр иностранных дел
  - 2009—2011 вице-канцлер
- Хайнц Вестфаль, СДПГ
  - 1982 министерство труда и социальных вопросов
- Манфред Вёрнер, ХДС
  - 1982—1988 оборона
- Доротея Вильмс, ХДС
  - 1982—1987 образование и научные исследования
  - 1987—1991 внутригерманские отношения
- Генрих Винделен, ХДС
  - 1969 министерство по делам перемещённых лиц, беженцев и жертв войны
  - 1983—1987 внутригерманские отношения

## Г
- Зигмар Габриэль, СДПГ
  - 2005—2009 окружающая среда, охрана природы, строительство и безопасность ядерных реакторов
  - 2013—2017 экономика и энергетика
  - 2013—2018 вице-канцлер
  - 2017—2018 Министр иностранных дел
- Ганс-Дитрих Геншер, СвДП
  - 1969—1974 министерство внутренних дел
  - 1974—1992 вице-канцлер
  - 1974—1992 Министр иностранных дел
- Михаэль Глос, ХСС
  - 2005—2009 экономика и энергетика
- Иоганн Баптист Градль, ХДС
  - 1965—1966 министерство по делам перемещённых лиц, беженцев и жертв войны
  - 1966 внутригерманские отношения
- Карл-Теодор цу Гуттенберг, ХСС
  - 2009 экономика и энергетика
  - 2009—2011 оборона
- Курт Гшайдле, СДПГ
  - 1974—1982 почта и телекоммуникации
  - 1974—1980 транспорт и цифровая инфраструктура

## Д
- Клаус фон Донаньи, СДПГ
  - 1972—1974 образование и научные исследования

## З
- Ганс-Кристоф Зеебом, ХДС
  - 1949—1966 транспорт и цифровая инфраструктура
  - 1966 вице-канцлер
- Хорст Зеехофер, ХСС
  - 1992—1998 здравоохранение
  - 2005—2008 продовольствие и сельское хозяйство
  - 2018 министерство внутренних дел

## К
- Якоб Кайзер, ХДС
  - 1949—1957 внутригерманские отношения
- Курт Георг Кизингер, ХДС
  - 1966—1969 Федеральный канцлер
- Клаус Кинкель, СвДП
  - 1991—1992 юстиция
  - 1992—1998 Министр иностранных дел
  - 1993—1998 вице-канцлер
- Вольфганг Клемент, СДПГ
  - 2002—2005 экономика и энергетика
- Юлия Клёкнер, ХДС
  - 2018 продовольствие и сельское хозяйство
- Райнхард Климмт, СДПГ
  - 1999—2000 транспорт и цифровая инфраструктура
- Гельмут Коль, ХДС
  - 1982—1998 Федеральный канцлер
- Вальдемар Крафт, ХДС
  - 1953—1956 министр по особым поручениям
- Гюнтер Краузе, ХДС
  - 1990—1991 министр по особым поручениям
  - 1991—1993 транспорт и цифровая инфраструктура
- Генрих Кроне, ХДС
  - 1961—1964 министр по особым поручениям
  - 1964—1966 Федеральное министерство по делам Федерального оборонного совета
- Ренате Кюнаст, Союз 90 / Зелёные
  - 2001—2005 продовольствие и сельское хозяйство

## Л
- Отто Ламбсдорф, СвДП
  - 1977—1982, 1982—1984 экономика и энергетика
- Лауриц Лауритцен, СДПГ
  - 1966—1972 Жилищное и городское планирование
  - 1972—1974 транспорт и цифровая инфраструктура
- Оскар Лафонтен, СДПГ
  - 1998—1999 финансы
- Георг Лебер, СДПГ
  - 1966—1972 транспорт и цифровая инфраструктура
  - 1972—1978 оборона
- Эрнст Леммер, ХДС
  - 1956—1957 почта и телекоммуникации
  - 1957—1962 внутригерманские отношения
  - 1964—1965 министерство по делам перемещённых лиц, беженцев и жертв войны
- Роберт Лер, ХДС
  - 1950—1953 министерство внутренних дел
- Сабина Лойтхойссер-Шнарренбергер, СвДП
  - 1992—1996 юстиция
  - 2009—2013 юстиция
- Генрих Любке, ХДС
  - 1953—1959 продовольствие и сельское хозяйство
- Пауль Люкке, ХДС
  - 1957—1965 Жилищное и городское планирование
  - 1965—1968 министерство внутренних дел
- Урсула фон дер Ляйен, ХДС
  - 2005—2009 министерство по делам семьи, пожилых граждан, женщин и молодёжи
  - 2009—2013 министерство труда и социальных вопросов
  - seit 2013 оборона

## М
- Хайко Маас, СДПГ
  - 2013—2018 юстиция
  - 2018 Министр иностранных дел
- Вернер Майхофер, СвДП
  - 1972—1974 министр по особым поручениям
  - 1974—1978 министерство внутренних дел
- Ганс Маттхёфер, СДПГ
  - 1974—1978 образование и научные исследования
  - 1978—1982 финансы
  - 1982 почта и телекоммуникации
- Лотар де Мезьер, ХДС
  - 1990 министр по особым поручениям
- Томас де Мезьер, ХДС
  - 2005—2009 министр по особым поручениям
  - 2009—2011 министерство внутренних дел
  - 2011—2013 оборона
  - 2013—2018 министерство внутренних дел
- Эрих Менде, СвДП
  - 1963—1966 вице-канцлер
  - 1963—1966 внутригерманские отношения
- Ангела Меркель, ХДС
  - 1991—1994 министерство по делам семьи, пожилых граждан, женщин и молодёжи
  - 1994—1998 окружающая среда, охрана природы, строительство и безопасность ядерных реакторов
  - c 2005 Федеральный канцлер
- Александр Мёллер, СДПГ
  - 1969—1971 финансы
- Герд Мюллер, ХСС
  - с 2013 экономическое сотрудничество и развитие
- Франц Мюнтеферинг, СДПГ
  - 1998—1999 транспорт и цифровая инфраструктура
  - 2005—2007 вице-канцлер
  - 2005—2007 министерство труда и социальных вопросов

## Н
- Андреа Налес, СДПГ
  - 2013—2017 министерство труда и социальных вопросов
- Дирк Нибель, СвДП
  - 2009—2013 экономическое сотрудничество и развитие
- Вильгельм Никлас, ХСС
  - 1949—1953 продовольствие и сельское хозяйство

## О
- Теодор Оберлендер, ХДС
  - 1953—1960 министерство по делам перемещённых лиц, беженцев и жертв войны
- Эдуард Освальд, ХСС
  - 1998 Жилищное и городское планирование

## П
- Рональд Пофалла, ХДС
  - 2009—2013 министр по особым поручениям

## Р
- Петер Рамзауэр, ХСС
  - 2009—2013 транспорт и цифровая инфраструктура
- Карл Равенс, СДПГ
  - 1974—1978 Жилищное и городское планирование
- Филипп Рёслер, СвДП
  - 2009—2011 здравоохранение
  - 2011—2013 экономика и энергетика
  - 2011—2013 вице-канцлер
- Норберт Рёттген, ХДС
  - 2009—2012 окружающая среда, охрана природы, строительство и безопасность ядерных реакторов
- Вальтер Ристер, СДПГ
  - 1998—2002 министерство труда и социальных вопросов
- Гельмут Роде, СДПГ
  - 1974—1978 образование и научные исследования
- Фолькер Руге, ХДС
  - 1992—1998 оборона

## Т
- Клаус Тёпфер, ХДС
  - 1987—1994 окружающая среда, охрана природы, строительство и безопасность ядерных реакторов
  - 1994—1998 Жилищное и городское планирование
- Роберт Тилльманнс, ХДС
  - 1953—1955 министр по особым поручениям
- Юрген Триттин, Союз 90 / Зелёные
  - 1998—2005 окружающая среда, охрана природы, строительство и безопасность ядерных реакторов

## Ф
- Андреа Фишер, Союз 90 / Зелёные
  - 1998—2001 здравоохранение
- Йошка Фишер, Союз 90 / Зелёные
  - 1998—2005 Министр иностранных дел
  - 1966—1969 вице-канцлер
- Ханс-Йохен Фогель, СДПГ
  - 1972—1974 Жилищное и городское планирование
  - 1974—1981 юстиция
- Катарина Фокке, СДПГ
  - 1972—1976 министерство по делам семьи, пожилых граждан, женщин и молодёжи
- Эгон Франке, СДПГ
  - 1969—1982 внутригерманские отношения
  - 1982 вице-канцлер
- Ханс-Петер Фридрих, ХСС
  - 2011—2013 министерство внутренних дел
  - 2013—2014 продовольствие и сельское хозяйство

## Х
- Дитер Хаак, СДПГ
  - 1978—1982 Жилищное и городское планирование
- Густав Хайнеман, ХДС, с 1956 СДПГ
  - 1949—1950 министерство внутренних дел
  - 1966—1969 юстиция
- Кай-Уве фон Хассель, ХДС
  - 1963—1966 оборона
  - 1966—1969 министерство по делам перемещённых лиц, беженцев и жертв войны
- Гельмут Хаусман, СвДП
  - 1988—1991 экономика и энергетика
- Барбара Хендрикс, СДПГ
  - 2013—2018 окружающая среда, охрана природы, строительство и безопасность ядерных реакторов
- Герман Хёхерль, ХСС
  - 1961—1965 министерство внутренних дел
  - 1965—1969 продовольствие и сельское хозяйство
- Антье Хубер, СДПГ
  - 1976—1982 министерство по делам семьи, пожилых граждан, женщин и молодёжи

## Ц
- Фридрих Циммерман, ХСС
  - 1982—1989 министерство внутренних дел
  - 1989—1991 транспорт и цифровая инфраструктура

## Ш
- Аннетте Шаван, ХДС
  - 2005—2013 образование и научные исследования
- Рудольф Шарпинг, СДПГ
  - 1998—2002 оборона
- Вернер Шварц, ХДС
  - 1959—1965 продовольствие и сельское хозяйство
- Элизабет Шварцхаупт, ХДС
  - 1961—1966 здравоохранение
- Кристиан Шварц-Шиллинг, ХДС
  - 1982—1992 почта и телекоммуникации
- Мануэла Швезиг, СДПГ
  - 2013—2017 министерство по делам семьи, пожилых граждан, женщин и молодёжи
- Ирмгард Швецер, СвДП
  - 1991—1994 Жилищное и городское планирование
- Вальтер Шеель, СвДП
  - 1961—1966 экономическое сотрудничество и развитие
  - 1969—1974 вице-канцлер
  - 1969—1974 Министр иностранных дел
- Герман Шефер, СвДП
  - 1953—1956 министр по особым поручениям
- Фриц Шеффер, ХСС
  - 1949—1957 финансы
  - 1957—1961 юстиция
- Карл Шиллер, СДПГ
  - 1966—1972 экономика и энергетика
  - 1971—1972 финансы
- Гельмут Шмидт, СДПГ
  - 1969—1972 оборона
  - 1972—1974 финансы
  - 1974—1982 Федеральный канцлер
  - 1982 Министр иностранных дел
- Кристиан Шмидт, ХСС
  - 2014—2018 продовольствие и сельское хозяйство
- Юрген Шмуде, СДПГ
  - 1978—1981 образование и научные исследования
  - 1981—1982 юстиция
  - 1982 министерство внутренних дел
- Вольфганг Шойбле, ХДС
  - 1984—1989 министр по особым поручениям
  - 1989—1991 министерство внутренних дел
  - 2005—2009 министерство внутренних дел
  - 2009—2017 финансы
- Олаф Шольц, СДПГ
  - 2007—2009 министерство труда и социальных вопросов
  - c 2018 вице-канцлер
  - c 2018 финансы
- Руперт Шольц, ХДС
  - 1988—1989 оборона
- Йенс Шпан, ХДС
  - c 2018 здравоохранение
- Герхард Шрёдер, ХДС
  - 1953—1961 министерство внутренних дел
  - 1961—1966 Министр иностранных дел
  - 1966—1969 оборона
- Герхард Шрёдер, СДПГ
  - 1998—2005 Федеральный канцлер
- Кристина Шрёдер, ХДС
  - 2009—2013 министерство по делам семьи, пожилых граждан, женщин и молодёжи
- Пеер Штайнбрюк, СДПГ
  - 2005—2009 финансы
- Франк-Вальтер Штайнмайер, СДПГ
  - 2005—2009 Министр иностранных дел
  - 2007—2009 вице-канцлер
  - 2013—2017 Министр иностранных дел
- Манфред Штольпе, СДПГ
  - 2002—2005 транспорт и цифровая инфраструктура
- Герхард Штольтенберг, ХДС
  - 1965—1969 образование и научные исследования
  - 1982—1989 финансы
  - 1989—1992 оборона
- Антон Шторх, ХДС
  - 1949—1957 министерство труда и социальных вопросов
- Франц Йозеф Штраус, ХСС
  - 1953—1955 министр по особым поручениям
  - 1955—1956 министр по атомным вопросам
  - 1956—1963 оборона
  - 1966—1969 финансы
- Кете Штробель, СДПГ
  - 1966—1969 здравоохранение
  - 1969—1972 министерство по делам семьи, пожилых граждан, женщин и молодёжи
- Петер Штрук, СДПГ
  - 2002—2005 оборона
- Ганс Шуберт, ХСС
  - 1949—1953 почта и телекоммуникации

## Э
- Бьёрн Энгхольм, СДПГ
  - 1981—1982 образование и научные исследования
  - 1982 продовольствие и сельское хозяйство
- Герберт Эренберг, СДПГ
  - 1976—1982 министерство труда и социальных вопросов
- Людвиг Эрхард, ХДС
  - 1949—1963 экономика и энергетика
  - 1957—1963 вице-канцлер
  - 1963—1966 Федеральный канцлер
- Йозеф Эртль, СвДП
  - 1963—1966 продовольствие и сельское хозяйство
- Франц Этцель, ХДС
  - 1957—1961 финансы

## Ю
- Франц Йозеф Юнг, ХДС
  - 2005—2009 оборона
  - 2009 министерство труда и социальных вопросов